# Orvin
Pour les articles homonymes, voir Orvin (homonymie).
Orvin, en allemand Ilfingen (désuet), est une commune suisse du canton de Berne située dans l'ancien district de Courtelary constitutif de l'arrondissement administratif du Jura bernois.

## Géographie
Le territoire de Orvin s'étend sur 21,6 km2. Lors du relevé de 2013-2018, les surfaces d'habitations et d'infrastructures représentaient 5,8 % de sa superficie, les surfaces agricoles 36,8 %, les surfaces boisées 57,2 % et les surfaces improductives 0,4 %.

## Toponymie
Lorsque Lothaire II de Lotharingie recense le village et la tribu dans son document à l'attention de l'abbaye de Moutier-Grandval, il nomme cette chapelle Ulvinc signifiant « chez les descendants d'Ulf » en référence au chef du village répondant au nom de « Ulf » (loup en vieil allemand), qui avait pris possession des terres lors de la migration des peuples germaniques.
Le nom d'Ulvinc évolua au cours des siècles, prenant le nom d'Urvin à Orvin en français, et par Ulvingen à Ilfingen en allemand.
Une autre explication trouverait ses origines via le patois : c'est la légende qui figure sur les armoiries de la commune, déjà sculptée au XVIIIe siècle sur les fonts baptismaux de l’église d'Orvin. La légende raconte qu'un chasseur se trouva nez à nez avec un ours qu'il traquait dans les roches imposantes délimitant le village au nord. Téméraire, il fit face et cria à l'ours : « Or, vin ! » qui signifie en patois : « Ours, viens ! » avant d'enfoncer son épieu dans le corps de l'animal.

## Histoire
La première mention du village remonte au 19 mars 866 dans un document signé de Lothaire II de Lotharingie réaffirmant la possession du village au sein de l'abbaye de Moutier-Grandval.
De 1798 à 1815, Orvin a fait partie de la France, au sein du département du Mont-Terrible, puis, à partir de 1800, du département du Haut-Rhin, auquel le département du Mont-Terrible fut rattaché. Par décision du congrès de Vienne, le territoire de l’ancien évêché de Bâle fut attribué au canton de Berne, en 1815.
Au début des années 1900, au Jorat, le fils du peintre Aurèle Robert, Léo-Paul Robert, un des peintres suisses les plus importants de sa génération, y fait construire une maison et y habitera notamment avec son fils Paul-André Robert. Léo-Paul Robert est notamment connu pour ses fresques dont l'une représente le Christ dans l'église protestante du village d'Orvin.
L’église a d'ailleurs été classée monument historique en 1963, notamment en raison de sa magnifique charpente. Construite en 1722, elle a subi plusieurs rénovations en 1964, 1975 et la dernière en 1997.
Un projet de fusion avec cinq autres communes avoisinantes (La Heutte, Péry, Plagne, Romont et Vauffelin) sous le nom de Rondchâtel, est abandonné après le refus en votation populaire de deux des six communes concernées dont Orvin, le 1er juin 2008.

### La seigneurie d’Orvin
En 1295, en vertu d’un échange de biens entre les chanoines de Moutier et le prince Pierre Reich de Reichenstein, Orvin devient une seigneurie indépendante, tenue en fief par les nobles d'Orvin jusqu'à la fin du 14e siècle, puis par les d'Orsans, seigneurs de Rondchâtel. A l’extinction de ceux-ci, la seigneurie retourne aux princes-évêques de Bâle. Le maire de Bienne remplit alors la fonction de bailli du prince-évêque. La seigneurie est constituée du seul village d’Orvin et de son vallon. Elle est temporellement soumise à l'Evêché de Bâle, alors qu’elle appartient spirituellement à l'Evêché de Lausanne. Les nobles d’Orvin, qui occupent un château, tiennent des terres en fief à la fois des princes-évêques de Bâle et des Comtes de Neuchâtel. Ils maintiennent un équilibre entre vassalité et autonomie. Cette gouvernance perdure jusqu'à la Révolution française. Le décret du 6 avril 1816 incorpore Orvin au bailliage de Courtelary et met fin à la seigneurie d'Orvin. Aucun vestige du château ne subsiste.

## Politique
| Période                                  | Période       | Identité               | Étiquette    | Qualité                                         |
| ---------------------------------------- | ------------- | ---------------------- | ------------ | ----------------------------------------------- |
| Les données manquantes sont à compléter. |               |                        |              |                                                 |
| janvier 1971                             | octobre 1976  | Jean-Pierre Bourquin   |              | Instituteur                                     |
| novembre 1976                            | décembre 1988 | Jean Maurer            |              | Fonctionnaire Service des Impôts                |
| janvier 1989                             | décembre 1992 | Fred Charpilloz        |              |                                                 |
| janvier 1993                             | février 1998  | Michel Jacot-Descombes | PRD          | Économiste                                      |
| mars 1998                                | décembre 2002 | Ralph Hausmann         | PRD          | Banquier                                        |
| janvier 2003                             | décembre 2004 | Fred Gebel             | PDC          | Ancien président du Téléski SA Les Prés-d'Orvin |
| janvier 2005                             | décembre 2005 | Bertrand Wiesmann      | UDC          | Retraité instructeur OFPC                       |
| janvier 2006                             | décembre 2009 | Damien Breitschmid     | PRD          | Employé de La Poste                             |
| janvier 2010                             | décembre 2013 | Arlette Delémont       | PSS          | Éducatrice                                      |
| janvier 2014                             | décembre 2020 | Marc-André Léchot      | PBD puis PLR | Conseiller en prévoyance                        |
| janvier 2021                             | en cours      | Patrik Devaux          | UDC          | Employé de La Poste                             |

## Population et société

### Gentilé et surnom
Les habitants de la commune se nomment les Orvinois.
Ils sont surnommés les Ânes.

### Démographie

#### Évolution de la population
La commune compte 1 264 habitants au 31 décembre 2023 pour une densité de population de 59 hab/km2. Sur la période 2010-2019, sa population est restée stable (canton : 6,1 % ; Suisse : 9,4 %).  

#### Pyramide des âges
En 2023, le taux de personnes de moins de 30 ans s'élève à 30,4 %, similaire à la valeur cantonale (29,9 %). Le taux de personnes de plus de 60 ans est quant à lui de 32,5 %, alors qu'il est de 28,9 % au niveau cantonal.
La même année, la commune compte 641 hommes pour 623 femmes, soit un taux de 50,7 % d'hommes, supérieur à celui du canton (49,1 %).
| Hommes | Classe d’âge | Femmes |
| ------ | ------------ | ------ |
| 0,8    | 90 ans ou +  | 3,0    |
| 8,9    | 75 à 89 ans  | 10,6   |
| 21,7   | 60 à 74 ans  | 19,9   |
| 18,1   | 45 à 59 ans  | 18,9   |
| 18,6   | 30 à 44 ans  | 18,8   |
| 14,0   | 15 à 29 ans  | 12,7   |
| 17,9   | - de 14 ans  | 16,1   |

| Hommes | Classe d’âge | Femmes |
| ------ | ------------ | ------ |
| 0,7    | 90 ans ou +  | 1,6    |
| 8,8    | 75 à 89 ans  | 11,0   |
| 17,6   | 60 à 74 ans  | 18,1   |
| 21,0   | 45 à 59 ans  | 20,4   |
| 20,9   | 30 à 44 ans  | 20,2   |
| 15,9   | 15 à 29 ans  | 14,9   |
| 15,1   | - de 14 ans  | 13,8   |

## Anecdotes
Des scènes du film Le Fusilier Wipf (1938) de Leopold Lindtberg furent tournées dans le village et à Jorat.
Un bombardier de la Wehrmacht, qui s'était égaré, a percuté les falaises surplombant le village peu avant la seconde guerre mondiale.

## Transports
- Bus 70 pour la ville de Bienne et pour Les Prés d'Orvin.

## Un artiste à Orvin
Paul-André Robert, artiste peintre, a construit sa maison au Jorat, à l'ouest d'Orvin. Il fait partie de la dynastie des peintres Robert, comme Léopold Robert et Philippe Robert.